# Trevor Bolder
Trevor Bolder (Kingston upon Hull, 9 de junho de 1950 – Londres, 21 de maio de 2013) foi um músico e produtor inglês, tendo se destacado desde o início dos anos 70 no prolífico cenário britânico de rock.  Fez parte de encarnações dos grupos Uriah Heep, Wishbone Ash e da banda do cantor David Bowie, em diferentes momentos.

## Biografia
Trevor Bolder nasceu em Hull, Inglaterra, em 9 de junho de 1950.  Sua primeira experiência numa banda foi com a Chicago Blues Style Band.
Em 1968, ele fundou a banda Rono com Mick Ronson (ex-Rats).  No mesmo ano, a Rono gravou o single "4th Hour Of My Sleep"/"Powers Of Darkness", mas Bolder não participou das gravações, embora seu nome conste dos créditos (ele foi substituído por Tony Visconti).  A banda Rono chegou a gravar um álbum inteiro, que entretanto nunca foi lançado.
Em 1971, Bolder tocou baixo no disco "Hunky Dory", de David Bowie.  Alguns dos outros músicos eram: Mick Ronson (guitarra) e Rick Wakeman (piano).  Em 1972, Bolder participou do clássico disco de Bowie, " The Rise And Fall Of Ziggy Stardust And The Spiders From Mars".
Em 1973, Bolder tocou no disco "Weren't Born As A Man", de Dana Gillespie, junto a Mick Ronson, Rick Wakeman, David Bowie, Chris Rea, e Ray Cooper.  Ainda nesse ano, Bolder se juntou à Mick Ronson Band.  Outros membros eram Mick Garson e Aynsley Dunbar.  Um ano depois, "Slaughter On 10th Avenue" era lançado.  Em setembro de 1974, o grupo se separou.  Como um presente de despedida, "Play Don't Worry" foi lançado em 1975.
Em 1975, a banda The Spiders From Mars foi formada.  Com Bolder, Woody Woodmansey (bateria), Dave Black (guitarra), Pete McDonald (vocais), e Mike Garson (teclados), e um álbum homônimo sendo lançado em 1976.  Suas 10 músicas mostram um alto nível de composição, especialmente as músicas de Bolder, como "Prisoner" e "Rainbow".  "Red Eyes, "I Don't Wanna Do No Limbo" e "Stranger To My Door" foram escritas por Bolder e McDonald.  Mas, após o lançamento deste disco, a banda encerrou atividades no início de 1976.
Em setembro de 1976, Bolder substituiu John Wetton no Uriah Heep.  Ele permaneceu na banda até março de 1981 e tocou baixo nos seguintes discos: "Firefly" (1977), "Innocent Victim" (1977), "Fallen Angel" (1978) e "Conquest" (1980).  Bolder participou da composição também: de "Save It" (do "Fallen Angel") a "No Return", "Fools", "Won't Have To Wait Too Long" e "It Ain't Easy" (do "Conquest").  Embora o disco "Conquest" tenha sido muito criticado, para muitos fãs Bolder estava em sua melhor forma neste registro.  Talvez seu estilo "funky" no mesmo seja a resposta…
Quando, no fim de 1980, as coisas começaram a dar errado com o Uriah Heep (Ken Hensley saiu da banda), Bolder e o guitarrista Mick Box visitaram o vocalista original David Byron, tentando convencê-lo a retornar como "frontman".  Ficaram porém bastante frustrados com a resposta negativa de Byron, e parecia ser a última tentativa de manter a banda na ativa.  Mais tarde, Bolder admitiu que a banda deveria ter provavelmente mudado de nome após a saída de Hensley.
Em 1981, Bolder tocou baixo em algumas músicas do disco solo de Ken Hensley chamado "Free Spirit".
Em abril de 1981, Bolder trocou o Heep pelo Wishbone Ash, embora seu coração continuasse no Uriah Heep.  No Wishbone Ash então estavam Andy Powell (guitarra, vocais), Laurie Wisefield (guitarra), e Steve Upton (bateria).  Mais uma vez Bolder substituiu John Wetton, como aconteceu 5 anos antes com o Uriah Heep.  Dessa forma, o Wishbone Ash pôde continuar a sua turnê.  Em dezembro de 1981, o Wishbone Ash se apresentou na Índia (umas das primeiras bandas do Ocidente a tocar lá).  Bolder dividia também as partes vocais com Andy Powell.  Em 1982, "Twin Barrels Burning" foi gravado no "home studio" de Jimmy Page, para o mini-selo AVM.  A banda começou a excursionar novamente.  Houve um sucesso inesperado com o álbum, e o vigésimo-segundo lugar nas paradas de sucesso inglesas foi celebrado.  Do meio de 1982 até fevereiro de 1983, o Wishbone Ash se apresentou com Trevor na Índia, Inglaterra, Itália, Holanda, EUA e Suécia.
Em abril de 1983, Bolder retornou ao Uriah Heep em tempo para a "Head First Tour".  Ele substituiu dessa vez Bob Daisley.  A partir daí, Bolder nunca mais deixou o Uriah Heep.  Ele se transformou num grande fator de importância para a banda, pelas suas composições e por ter eventualmente assumido o papel de produtor.
Desde que voltou ao Heep, ele demonstrou suas habilidades no baixo em 18 discos oficiais: "Equator"(1985), "Live In Moscow" (1988), "Raging Silence" (1989), "Different World" (1991), "Sea Of Light" (1995), "Spellbinder" (1996), "Sonic Origami" (1998), "Future Echoes Of The Past" (2000), "Acoustically Driven" (2001), "Electrically Driven" (2001), "Magician's Birthday Party" (2002), "Live In The USA" (2003), "Magic Night" (2004), "Between Two Worlds" (2005), Wake the Sleeper (2008), "Celebration - Forty Years of Rock" (2009), Live in Armenia (2011), Into the Wild (2011).  Após Mick Box e Lee Kerslake, ele é o membro mais antigo da banda.
Para "Sea Of Light", o disco de 1995 lançado pela Steamhammer, Bolder compôs "Sweet Sugar", "Fear Of Falling", "Fires Of Hell" e "Dream On". Esta última, uma balada acústica, foi lancada como single mas devido à falta de empenho da gravadora em promovê-la, nunca teve chance de atingir realmente sucesso.
O disco de 1998, "Sonic Origami", contém 3 músicas de Bolder: "I Hear Voices", "Shelter From The Rain" e "Only The Young".  Ele também co-escreveu "Everything In Life", na realidade uma antiga canção da banda que por anos vinha sendo tocada ao vivo, mas que nunca havia sido gravada em estúdio.
Em paralelo à sua carreira com o Heep, em 1995 os Spiders From Mars foram reformados apenas para um festival em tributo ao falecido Mick Ronson.  A formação era composta por Woody Woodmansey na bateria e o ex-guitarrista do Nazareth, Billy Rankin.  Em 1996, uma Tribute Festival Tour foi organizada na Inglaterra, com a participação de Bolder.
Em julho de 1997, os Spiders From Mars fizeram mais uma pequena turnê pelo Reino Unido.  Joe Elliott (vocais) e Phil Collen (guitarra), do Def Leppard, se juntaram aos Spiders em parte da turnê, e um CD duplo ao vivo foi gravado sob o nome de Cybernauts.
O Uriah Heep continua firme e forte na estrada, adentrando o Século XXI. Em 2005, a banda comemorou o seu 35o. Aniversário.  Um novo disco de estúdio e o primeiro disco solo de Bolder são previstos para 2007.
Em 2008 a banda lança o CD aclamado "Wake the Sleeper" onde Bolder contribui com a lindíssima "Angels Walk With You", "War Child" e "You Are The Only One".
Depois de lançar em 2009 a comemoração de 40 anos de Uriah Heep lançam "Celebration - Forty Years of Rock", onde regravam sucessos de várias fases da banda, mostrando ao mundo quão criativa é sua obra.
Em 2011 lançam "Into the Wild", onde Bolder contribui com "Lost" e na versão japonesa com "Hard Way to Learn".
Depois de sequentes shows, em Fevereiro de 2013 Bolder teve que se afastar dos shows devido a problemas médicos, mais tarde soube-se tratar de câncer de pâncreas (segundo entrevista de Bolder à revista britânica Classic Rock o tratamento quimioterápico corria bem após a remoção parcial de seu pâncreas e esforço estava sendo feito para que pudesse estar de volta nos shows do verão na Europa).
Faleceu em 21 de maio de 2013, aos 62 anos, depois de enfrentar um câncer pancreático. Assim o mundo dos graves ficou sem um dos seus maiores expoentes na versão rock clássico. Trevor Bolder esteve no Brasil em três oportunidades tocando com o Uriah Heep ( 1989, 1996 e 2006) e chegou a ter um endorsement de duas empresas brasileiras: uma fabricante de baixos (D'Alegria) que construiu o modelo Defender TB (Trevor Bolder) e a outra empresa fabricante de circuitos ativos (ToneChaser) para captação de contrabaixo que fabricou o modelo TC-3B aplicado pela D'Alegria na captação do modelo Defender TB.

## Discografia

### Com David Bowie
- Hunky Dory (1971)
- The Rise and Fall of Ziggy Stardust and the Spiders from Mars (1972)
- Aladdin Sane (1973)
- Pin Ups (1973)
- Ziggy Stardust - The Motion Picture (gravado ao vivo em 1973, lançado oficialmente em 1983)
- Santa Monica '72 (gravado ao vivo em 1972, lançado oficialmente em 1994)

### Com Cybernauts
- Cybernauts Live

### Com Dana Gillespie
- Weren't Born a Man

### Com Ken Hensley
- Free Spirit
- From Time to Time

### Com Mick Ronson
- Slaughter On 10th Avenue (1974)
- Play Don't Worry (1975)
- Main Man
- Memorial Concert

### Com The Spiders From Mars
- Spiders From Mars

### Com Uriah Heep
- Firefly (1977)
- Innocent Victim (1977)
- Fallen Angel (1978)
- Live in Europe 1979 (gravado ao vivo em 1979, lançado oficialmente em 1986)
- Conquest (1980)
- Equator (1985)
- Live In Moscow (gravado ao vivo em 1987, lançado oficialmente em 1988)
- Raging Silence (1989)
- Different World (1991)
- Sea of Light (1995)
- Spellbinder (gravado ao vivo em 1995, lançado oficialmente em 1996)
- Sonic Origami (1998)
- Future Echoes Of The Past (gravado ao vivo em 1999, lançado oficialmente em 2000)
- Acoustically Driven (gravado ao vivo em 2000, lançado oficialmente em 2001)
- Electrically Driven (gravado ao vivo e lançado oficialmente em 2001)
- The Magician's Birthday Party (gravado ao vivo em 2001, lançado oficialmente em 2002)
- Live In The USA (gravado ao vivo em 2002, lançado oficialmente em 2003)
- Magic Night (gravado ao vivo em 2003, lançado oficialmente em 2004)
- Between Two Worlds (gravado ao vivo em 2004, lançado oficialmente em 2005)
- Wake The Sleeper  (2008)

### Com Wishbone Ash
- Twin Barrels Burning (1982)

## Equipamento
Ao longo de sua carreira Trevor tem tocado diferentes instrumentos, incluindo:
- Fender Mustang Bass
- Gibson EB series
- Rickenbacker 4003
- Fender Precision Bass
- D'Alegria Defender TB signature bass